# ワルシャワ国立フィルハーモニー管弦楽団
ワルシャワ国立フィルハーモニー管弦楽団（ポーランド語: Orkiestra Filharmonii Narodowej w Warszawie、英語: The Warsaw National Philharmonic Orchestra）は、ポーランドのオーケストラの一つ。

## 概要
ワルシャワ歌劇場の管弦楽団を母体として、1901年にポーランドの貴族や財界人の主導のもとに設立された。初代音楽監督はエミル・ムイナルスキで、第1回公演には有名なピアニストのイグナツィ・パデレフスキも出演した。1939年に第二次世界大戦が勃発するまで、サラサーテやパデレフスキ、カザルス、ハイフェッツら数々のヴィルトゥオーソや、サン＝サーンス、グリーグ、レオンカヴァッロ、リヒャルト・シュトラウス、ラフマニノフ、ラヴェル、ストラヴィンスキー、オネゲル、プロコフィエフ、フルトヴェングラーらの作曲家や指揮者が招聘され、共演した。ショパン国際ピアノコンクールにおいて1927年の開催以来、主催者を務めており、ヴィエニアフスキ国際ヴァイオリン・コンクール（1935年）とポーランド芸術国際フェスティバル（1937年）のこけら落としにも出演した。
第二次世界大戦中は、音楽活動の中断を余儀なくされ、ヨーロッパ楽壇において名誉ある地位をほとんど奪われた。楽団員の半数を失った上に、オペラ座に倣った世紀末建築の優雅な演奏会場も壊された。1947年から1948年に定期公演を再開するも、ようやく1955年2月21日に新様式による演奏会場が再建され、「国立管弦楽団」の名を冠された。
指揮者ヴィトルド・ロヴィツキのもとでプログラムの現代化が図られ、ショパンやグレツキ、ルトスワフスキなど新旧の音楽の上演によって、ポーランド楽壇を洗練されたものにし、世界的な演奏水準に磨きをかけた。国内では、「ワルシャワの秋」国際現代音楽フェスティバルへの演奏に加えて、ショパン国際ピアノ・コンクールの最終選考での伴奏に出演しているが、国外では、五大陸で演奏活動を行っている。
現代音楽の演奏は曲目の国籍にかなり偏りがあるが、現代ポーランド音楽は団員が自発的に数多く手がけている。
2019年からアンドレイ・ボレイコ、2024年からクシシュトフ・ウルバンスキが音楽監督を務める。このほか、歴代の永久指揮者としてアーノルド・レズラー、スタニスワフ・スクロヴァチェフスキ、スタニスワフ・ヴィスウォツキらがいる。レパートリーは幅広く、なかでもチャイコフスキーやブルックナー、マーラーなど、オーケストラの機能性を活かした作曲家の作品と相性が良い。

## 歴代音楽監督
- エミル・ムイナルスキ（1901年–1905年）
- ジグムント・ノスコフスキ (1906年–1908年)
- ヘンリク・メルサー＝シュツァヴィンスキー (1908年–1909年)
- グジェゴシュ・フィテルベルク（1909年–1911年）
- ズジスワフ・バーンバウム (1911年–1914年、1916年–1918年)
- ロマン・チョイナツキ（1918年–1938年）
- ユゼフ・オジミンスキ (1938年–1939年)
- オルギエルド・ストラジンスキー (1945年–1946年)
- アンジェイ・パヌフニク (1946年–1947年)
- ヤン・マクラキェヴィチ (1947年–1948年)
- ヴィトルド・ルジンスキ (1948年–1949年)
- ヴワディスワフ・ラシュコフスキ (1949年–1950年)
- ヴィトルド・ロヴィツキ (1950年–1955年、1958年–1977年)
- ボフダン・ヴォディチコ（1955年–1958年）
- ヴィトルド・ロヴィツキ (1958年–1977年)
- カジミエシュ・コルト（1977年–2001年）
- アントニ・ヴィット（2002年–2013年）
- ヤツェク・カスプシク（2013年–2019年）
- アンドレイ・ボレイコ（2019年–2024年）
- クシシュトフ・ウルバンスキ (2024年- )

## サウンドトラック担当作品
ワルシャワ・フィルは、様々な映画、テレビドラマ、アニメーション、ゲームなどの音楽の演奏を担っていることでも、ポーランド民主化以降に広く知られている。

### テレビドラマ
- 北の国から（1981年）
- 風林火山（2007年）
- 軍師官兵衛（2014年）

### 映画
- 世代（1954年）
- パサジェルカ（英語版）（1963年）
- 太陽と月に背いて（1995年）
- バトル・ロワイアル（2000年）
- アヴァロン（2001年）
- 戦場のピアニスト（2002年）
- バトル・ロワイアルII 鎮魂歌（2003年）
- カティンの森（2007年）

### アニメーション
- ジャイアントロボ THE ANIMATION -地球が静止する日（1992年）
- 新海底軍艦（1995年）
- 天空のエスカフローネ（1996年）
- 魔界転生（1998年）
- プリンセスナイン 如月女子高野球部（1998年）
- ブレンパワード (1998年)
- sin THE MOVIE（2000年）
- WOLF'S RAIN（2003年）
- 蒼穹のファフナー（2004年）
- NITABOH 仁太坊-津軽三味線始祖外聞（2004年）[4]
- 創聖のアクエリオン（2005年）
- HELLSING（2006年）
- マクロスF（2008年）
- 鋼の錬金術師 FULLMETAL ALCHEMIST（2009年）
- マギ The labyrinth of magic（2012年）
- マギ The kingdom of magic（2013年）
- ブラック・ブレット（2014年）
- 蒼穹のファフナー EXODUS（2015年）
- SSSS.GRIDMAN（2018年）
- ピアノの森（2019年）

### ゲーム
- 信長の野望・天翔記（1994年）
- A列車で行こう5（1996年）
- 天外魔境 第四の黙示録（1997年）
- 幻想水滸伝II（1998年）
- 鬼武者3（2004年）
- エースコンバット5 ジ・アンサング・ウォー（2004年）
- 塊魂（2004年）
- ファンタシースターユニバース（2006年）
- ファイナルファンタジーXIII（2009年）

### TVCM
- 野村不動産 PROUD × NY・クルーズ篇（2015年）